# Merarca

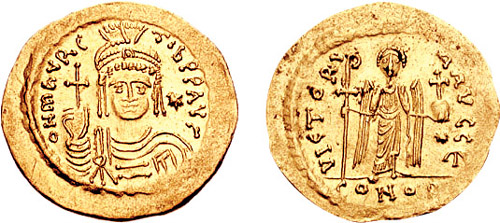
Soldo de Maurício r.

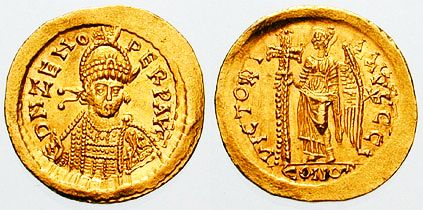
Soldo de Zenão (r. 474–475; 476–491)

Merarca (em grego: μεράρχης; romaniz.: merárchēs) foi um posto militar bizantino grosseiramente equivalente a um general divisional. É atestado pela primeira vez no Estratégico de Maurício (r. 582–602), embora suspeita-se que existisse desde o reinado de Zenão (r. 474–475; 476–491). Consistia num comandante divisional que mantinha sob seu controle um mero, uma unidade de prováveis cinco ou sete mil efetivos. Sobreviveu no exército bizantino tardio, embora tenha praticamente caído em desuso, sendo substituído pelo turmarca. Sob a variante merarco, foi revivido no exército helênico moderno.

## História
O título deriva das palavras gregas meros (em grego: μέρος; lit. "parte, divisão") e archein (ἄρχειν, "governar, comandar"). É atestado pela primeira vez no século VI no Estratégico, um manual militar atribuído ao imperador bizantino Maurício (r. 582–602), embora o historiador Warren Treadgold sugira que o posto e a formação correspondente remontam ao reinado de Zenão (r. 474–475; 476–491). No tempo do Estratégico, um exército de campo (comandado por um estratego) compreendeu geralmente três meros, cada um provavelmente com cerca de cinco ou sete mil efetivos. O mero por sua vez foi dividido em vários moiras consistindo de alguns tagmas ou bandos, cada um comandado por um duque.
A divisão foi mantida no exército bizantino tardio, embora já a partir do século VII, o termo merarca tornou-se cada vez menos frequente, sendo abandonado em favor do turmarca. Do mesmo modo, a turma substituiu o mero na linguagem comum e técnica e a equivalência dos termos é explicitamente atestado no Táctica de Leão VI, o Sábio (r. 886–912). As turmas eram agora as grandes subdivisões territoriais e táticas dos corpos militares provinciais (tema). Cada tema, novamente sob um estratego, era normalmente dividido em três turmas, que por sua vez eram divididas em drungos (análogos aos moiras antigos) e então bandos. Dependendo do tamanho do tema, o número dos bandos variou, e consequentemente a força numérica de cada mero/turma podia variar de ca. 1 000 para 5 000 homens.

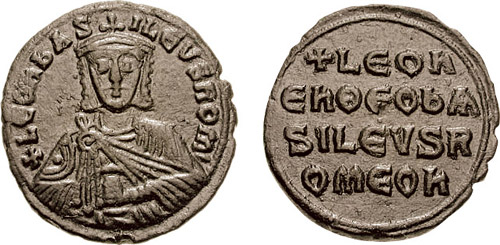
Fólis de r.

Uma vez que o merarca - também encontrado na forma corrompida de meriarca (em grego: μεριάρχης; romaniz.: meriárchēs) - é às vezes distinto nas fontes (ou seja o Cletorológio de Filoteu) de outros turmarcas, o estudioso John B. Bury sugere que nos séculos IX-X, o merarca foi um posto distinto, mantido pelo turmarca ligado como assessor e substituto dum estratego temático com nenhuma área geográfica sob seu comando, em oposição aos dois turmarcas "regulares". A descoberta dum selo de um merarca de Cnossos mostra que mantinham atribuições territoriais, levando Alexander Kazhdan a rejeitar a hipótese de Bury no Oxford Dictionary of Byzantium. O historiador militar John Haldon, em sua edição dos Três Tratados sob Expedições Militares Imperiais, em essência concorda com a proposição de Bury, com relação ao merarca como o comandante da turma que compreende o distrito onde as sedes temáticas estavam localizadas. De acordo com Haldon, isso também explicaria sua aparente posição mais baixa com relação aos turmarcas, uma vez que foi um membro do pessoal do estratego e não um comandante independente.
O título foi revivido no exército helênico moderno, onde merarco (em grego: μέραρχος; romaniz.: mérarchos) é um termo usado para o CO duma divisão ou merarquia (em grego: μεραρχία; romaniz.: merarchia), independentemente de sua real posição.